# Opfenbach
Opfenbach là một đô thị thuộc huyện Lindau trong bang Bayern nước Đức. Đô thị Opfenbach có diện tích 16,79 km², dân số thời điểm ngày 31 tháng 12 năm 2006 là 2209 người.
Opfenbach nằm trong vùng Allgäu. Các khu vực dân cư gồm: Wigratzbad, Mellatz, Beuren, Heimen, Litzis, Göritz, Mywiler vàRuhlands.